# 柔毛犬鼠屬
柔毛犬鼠屬（学名：Lenothrix），哺乳綱、囓齒目、鼠科的一屬，而與柔毛犬鼠屬（柔毛犬鼠）同科的動物尚有長尾大鼠屬（長尾大鼠）、刺巢鼠屬（刺巢鼠）、紗羅鼠屬（紗羅鼠）、草鼠屬（花草鼠）等之數種哺乳動物。

## 下属物种
本属包括以下物种：
- 柔毛犬鼠 Lenothrix canus Miller, 1903